# Nimbra
Nimbra ist eines von 13 Parroquias in der Gemeinde Quirós in Asturien, Nordspanien.

## Dörfer und Weiler
- L'Aguadina: 5 Einwohner 2011
- Cabanieḷḷas: unbewohnt 2011
- Rodiles: 7 Einwohner 2011
- Ronderos: 20 Einwohner 2011 43° 7′ 37″ N, 5° 58′ 14″ W
- San Vicente de Nimbra: 5 Einwohner 2011
- Viḷḷagime: 26 Einwohner 2011 43° 7′ 59″ N, 5° 57′ 38″ W
- Viḷḷamarcel: 60 Einwohner 2011 43° 8′ 29″ N, 5° 58′ 15″ W
- Viḷḷasante: unbewohnt 2011

## Sehenswürdigkeiten
- Pfarrkirche Iglesia de San Vicente de Nimbra